# منتخب الصين لكرة القدم للسيدات
منتخب الصين الوطني لكرة القدم للنساء (بالصينية: 中国国家女子足球队) هو المنتخب الذي يمثل الصين في منافسات كرة القدم للنساء، والذي يقوم اتحاد الصين لكرة القدم بإدارة شؤونه يعتبر من أقوى منتخبات كرة القدم النسائية في قارة آسيا وحتى في العالم، حيث تمكن من الفوز بكأس الأمم الآسيوية لكرة القدم للنساء 8 مرات وحل في مرتبة الوصيف في كأس العالم لكرة القدم للنساء في 1999 وفاز بالميدالية الفضية في دورة الألعاب الأولمبية الصيفية 2004 في أثينا في اليونان.

## وصلات خارجية
- الموقع الرسمي